# Végh Dezső (festő)
Végh Dezső (Budapest, 1897. július 17. – Vác, 1972. október 10.) grafikus, festő, könyvillusztrátor, bábszínházi díszlet- és jelmeztervező.

## Tanulmányai
Tanulmányait a budapesti Műegyetem építészmérnöki karán kezdte, de katonai szolgálata miatt félbeszakította. Hazatérve nem folytatta tanulmányait, 1921-ben Olaszországba ment, ahol a római Accademia delle Belle Arti-n grafikát tanult, C. A. Petrucci professzor irányításával. 1924-től különböző olasz cégeknél volt grafikus, ill. reklámgrafikus, közben hazai képes folyóiratok számára is küldött illusztrációkat. 1928-ban Párizsban divat- és kosztümtervezést tanult, az avantgarde színház díszletmegoldásait tanulmányozta s részt vett néhány balettfigura tervezésében.

## Munkássága
1926-ban hazatért Magyarországra és grafikusként könyvborítók, könyvillusztrációk készítésével foglalkozott, az Athenaeum és a Franklin kiadványaiban működött közre, mint illusztrátor. 1926-an az ő borítójával jelent meg az Athenaeum kiadásában Jack London A farkas fia című könyve. 1939-től Vácott élt. Tervei alapján és az ő irányítása mellett készült el 1944-ben a Váci Katolikus Gimnázium kápolnájának a falikarjaival és az ősegyház liturgiájából merített diszítőelemeivel bensőséges áhítatot keltő berendezése.
1945-ben a Kispesti Textilgyár tervezője lett, majd a budapesti Állami Gyermeklélektani Intézet grafikusa. 1953–57-ben, nyugdíjba vonulásáig az Állami Bábszínház díszlet- és jelmeztervezője volt, de a Madách Kamara Színház több darabjához is tervezett díszletet. 1957-ben ő tervezte a debreceni Csokonai színházban bemutatott George Bernard Shaw Fekete papagáj című darabjához a díszleteket és a jelmezeket, amellyel az akkori kritika szerint „az utóbbi esztendők egyik legartisztikusabb színpadi képét alkotta meg”.
A modern művészet minden irányát bensőleg átélte, egyéni szintézisbe ötvözte. Tamási Áron műveinek első kiadásaihoz tervezett erdélyi hangulatú borítókat. Klasszikusok és modernek, Dickens, Villon, Sartre könyveit illusztrálta.
Nyugdíjazása után táblafestéssel is foglalkozott, rendszeresen részt vett a pest megyei képzőművészeti tárlatokon. Utolsó tárlatát 1971-ben rendezte a váci városi képtárban. Vácott utcát neveztek el róla, és emlékszobát rendeztek be válogatott műveiből. Sírja a Vác-alsóvárosi sírkertben található.

## Önálló kiállításai
- Vác: 1956, 1959, 1963, 1971, 1973, 1978 – ez utóbbi gyűjteményes emlékkiállítás
- Esztergom: 1971
- Szentendre: 1962